# Prodidomus beattyi
Espèce
Prodidomus beattyi est une espèce d'araignées aranéomorphes de la famille des Prodidomidae.

## Distribution
Cette espèce est endémique d'Australie. Elle se rencontre dans le Nord du Territoire du Nord et en Australie-Occidentale au Kimberley.

## Description
Le mâle holotype mesure 1,76 mm et la femelle paratype 3,46 mm.
Le mâle décrit par Platnick et Baehr en 2006 mesure 2,16 mm et la femelle 2,48 mm.

## Systématique et taxinomie
Cette espèce a été décrite par Platnick en 1977.

## Étymologie
Cette espèce est nommée en l'honneur de Joseph A. Beatty.

## Publication originale
- Platnick, 1977 : « A prodidomine spider from Australia (Araneae, Gnaphosidae). » Bulletin of the British Arachnological Society, vol. 4, no 2, p. 72-73.